# Luanshiweiïta
La luanshiweiïta és un mineral de la classe dels silicats que pertany al grup de la mica. Rep el nom en honor de Luan Shiwei (agost de 1928, Zizhou, província de Shaanxi, República Popular de la Xina - 13 de setembre de 2012, Chengdu, República Popular de la Xina), professor de geologia al Chengdu College of Science and Technology, i un conegut petròleg pegmatític xinès.

## Característiques
La luanshiweiïta és un silicat de fórmula química KLiAl1.5(Si3.5Al0.5)O10(OH)₂. Va ser aprovada com a espècie vàlida per l'Associació Mineralògica Internacional l'any 2012, sent publicada per primera vegada el 2013. Cristal·litza en el sistema monoclínic. La seva duresa a l'escala de Mohs és 3.
L'exemplar que va servir per a determinar l'espècie, el que es coneix com a material tipus, es troba conservat al Museu Geològic de la Xina, a Beijing (República Popular de la Xina), amb el número de catàleg: m11797.

## Formació i jaciments
Va ser descoberta al camp de pegmatites de Guanpo, situat al comtat de Lushi (Henan, República Popular de la Xina), l'únic indret de tot el planeta on ha estat descrita aquesta espècie mineral.